# Lola Blanco Montesinos
Lola Blanco Montesinos (Lima, 1 de julio de 1907 - 30 de julio de 1997) fue una educadora y política peruana. En 1956 estuvo entre el primer grupo de mujeres elegidas a la Cámara de Diputados del Congreso de la República del Perú, cargo que ocupó hasta 1962.

## Biografía
Fue hija de Emilio Blanco y Margarita Montesinos; realizó sus estudios escolares en el Colegio del Corazón de Jesús y los Sagrados Corazones.
Ingresó a la Universidad de San Marcos, donde se recibió con el título de pedagoga. En 1935 obtuvo los grados de bachiller en Letras y Jurisprudencia en la Universidad Católica y, posteriormente, el título de abogada y el doctorado correspondiente.
Contrajo matrimonio con Juan Francisco La Rosa Sánchez y Rodríguez el 25 de julio de 1937.
Fue profesora de diversos colegios particulares de Lima y, desde 1935, directora del Colegio Nacional de Mujeres de Huaraz, cargo que todavía ocupaba cuando se produjo el aluvión de Huaraz del 13 de diciembre de 1941. Aunque el local se destruyó totalmente, todos los estudiantes lograron salvarse.
Luego de la aprobación del sufragio femenino, postuló a la Cámara de Diputados por Áncash en las elecciones de 1956, siendo una de las nueve mujeres elegidas al Congreso, junto a su hermana Alicia.
Tras su entrada al parlamento, integró la Comisión de Bibliotecas y Museos Nacionales, la Comisión de la Madre y del Niño, y la Comisión de Legislación Especial.
Como diputada, gestionó la creación del Colegio Nacional Nuestra Señora de las Mercedes, de Carhuaz.
Falleció el 30 de julio de 1997, a la edad de 90 años.